# Carl Wilhelm Rosenkrantz
Carl Wilhelm Rosenkrantz (* 1. Junijul. / 13. Juni 1876greg. in Libau; † 1942 in Riga) war ein baltischer Schachspieler.
Beim 1. Kongress des Baltischen Schachbundes 1899 in Riga war er mit 7½ aus 11 nach verlorenem Stichkampf Zweiter hinter Robert Behting noch vor Carl Behting. 1899–1900 in Berlin war er Sechster (Sieger: Curt von Bardeleben). Beim Kongress des Deutschen Schachbundes im Jahr 1900 in München wurde er 8.–9. im Hauptturnier A (Sieger: Rudolf Swiderski). 1901 in Moskau in der 2. Russischen Meisterschaft wurde er 11. (Sieger: Michail Tschigorin).
Beim 2. Kongress des Baltischen Schachbundes 1901 in Dorpat teilte er mit Carl Behting, Wilhelm von Stamm und W. Sohn den 1. Platz. Beim 4. Kongress des Baltischen Schachbundes 1907 in Riga siegte er nach Stichkampf gegen S. Lurie.
Vor dem Ersten Weltkrieg spielte er häufig in Sankt Petersburg. 1894 wurde er 2.–3. (Sieger: Eugène Znosko-Borovsky) und 9.–11. (Sieger: Tschigorin), 1905 belegte er die Plätze 2, 3 und 4, wurde 8.–10. in der 4. Russischen Meisterschaft 1905–1906 (Sieger: Hersz Salwe), teilte 1908 den 1. Platz mit Sergej von Freymann, war 1909 7.–8. (Sieger: Alexander Aljechin), und 1911 schließlich 14. (Sieger: Stepan Lewizki).
Nach dem Ersten Weltkrieg nahm er an einigen Moskauer Turnieren teil. 1921 wurde er 5. in der Moskauer Stadtmeisterschaft (Sieger: Nikolai Grigorjew), 1924 wieder 5. (Sieger: Nikolai Subarew) und 14. in der Moskauer Stadtmeisterschaft (Sieger: Alexander Sergejew), 1926 wurde er 8.–9. in der Moskauer Stadtmeisterschaft (Sieger: Abram Rabinowitsch) und 1928 geteilter 6. in der Meisterschaft der Gewerkschaft (Sieger: Grigorjew).